# Fenazona
La fenazona es un analgésico derivado de la pirazolona. Fue sintetizado por primera vez por Ludwig Knorr en 1883. Se prepara reduciendo el diorto-dinitrofenilo con amalgama de sodio y metanol, o calentando difenilen-orto-dihidrazina con ácido clorhídrico a 150 °C.

## Propiedades
La fenazona es un polvo blanco, cristalino e inodoro muy soluble en agua (1700 g/L a 20 °C) Funde entre 111 y 114 °C, y hierve a 319 °C. Al calentarlo sobre los 360 °C, comienza a descomponerse.

## Usos
La fenazona es un antiinflamatorio del grupo de las pirazolonas. Es el más antiguo analgésico de acción débil y posee además una acción antipirética y propiedades espasmolíticas sobre órganos de tejido muscular liso.
Forma parte de la composición de algunos medicamentos como Epistaxol.